# Elies I de Jerusalem
Elies I de Jerusalem (Ἠλίας) fou patriarca de Jerusalem del 494 o 495 fins a la seva deposició pel concili de Sidó el 516 sota l'emperador Anastasi I Dicor, per haver donat suport als decrets del Concili de Calcedònia. Havia fundat un monestir a l'església de la Resurrecció, prop de la Torre de David de Jerusalem, per allotjar-hi estudiants. S'oposà als monofisites al Sínode de Tir, malgrat el suport que rebien de l'emperador. Per això, no volgué reconèixer el nomenament del patriarca Sevira d'Antioquia en 512. Fou substituït per Joan III de Jerusalem, antic diaca. Va morir a l'exili el 518. És venerat com a sant per l'Església Catòlica, tot i que no figura al Martirologi romà.